# Roberto Menescal

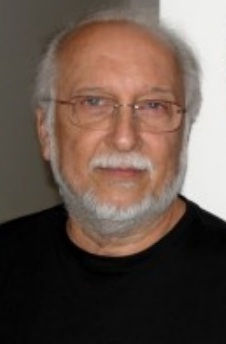
Roberto Menescal

Roberto Batalha Menescal (* 25. Oktober 1937 in Vitória) ist ein brasilianischer Musiker (Jazzgitarre, Gesang), der vor allem als Komponist klassischer Songs der Bossa Nova und als Musikproduzent hervorgetreten ist. Von ihm stammen so bekannte Kompositionen wie O Barquinho, Ah, Se Eu Pudesse, Errinho à Tôa, Nós e o Mar, Rio, Você oder Vagamente.

## Leben
Menescal, der zunächst Klavier lernte und erst 1954 zur Gitarre wechselte, begann seine Karriere als Musiker 1957 als Gitarrist von Sylvia Telles, mit der er auf eine nationale Tournee ging.  1958 gründete er mit Carlos Lyra eine Gitarrenschule in Copacabana (Rio de Janeiro); zu den Schülern gehörten Wanda Sá, Nara Leão und Danuza Leão. Im selben Jahr gründete er mit dem Conjunto Roberto Menescal eine der ersten Instrumentalgruppen der Bossa Nova (dazu gehörten Luís Carlos Vinhas, João Mário, Henrique und Bebeto). Die Gruppe begleitete Dorival Caymmi, Vinícius de Moraes, Billy Blanco, Maysa und Telles. Im Folgejahr war er an den Aufnahmen von Garotos da Bossa Nova beteiligt und nahm am I Festival de Samba Session in Rio de Janeiro teil (auch in den Folgejahren trat er dort auf). 1960 wurde der Song „O Barquinho“ (den er mit Ronaldo Bôscoli geschrieben hatte) sowohl von Maysa, als auch von Pery Ribeiro und Paulinho Nogueira aufgenommen. 1962 präsentierte er sich neben Tom Jobim und Carlos Lyra in der Carnegie Hall, wobei er auch als Sänger auftrat. Gemeinsam mit Eumir Deodato begleitete er in den folgenden Jahren Musiker in den Programmen von TV Rio. 1965 war er an Paul Winters Album Rio beteiligt.
Zwischen 1964 und 1968 arbeitete er als Arrangeur und auch als Produzent. 1968 begleitete er Elis Regina bei ihrer Europatournee und blieb auch für die nächsten zwei Jahre in ihrer Band. Dann wurde er der A&R-Direktor der brasilianischen Polygram; als Produzent arbeitete er mit Caetano Veloso, Gilberto Gil, Jorge Ben Jor, Gal Costa oder Maria Bethânia. Daneben war er weiter als Gitarrist aktiv und auf Aufnahmen von Lúcio Alves, Maysa, Claudette Soares, Nara Leão, Jair Rodrigues und Elis Regina zu hören. Auch schrieb er Filmmusiken, etwa für Bye Bye Brasil von Carlos Diegues (mit Chico Buarque) oder für Vai Trabalhar Vagabundo von Hugo Carvana. 1985 begleitete er Nara Leão auf internationalen Tourneen und brachte mit ihr das gemeinsame Album Um Cantinho, Um Violão heraus. 1986 beendete er seine Managementtätigkeit für die Polygram, um sich seiner Solokarriere zu widmen und mehrere Alben unter eigenem Namen bei WEA zu veröffentlichen. Er trat in den nächsten Jahren unter anderem in Projekten von Joe Henderson auf; mit Wanda Sá brachte er mehrere gemeinsame Alben heraus. Mit ihr, Danilo Caymmi und Marcos Valle tourte er in Italien. 2011 legte er mit Andy Summers das Video United Kingdom of Ipanema vor. Auch besitzt er das Label Albatroz.